# Sitatapatra

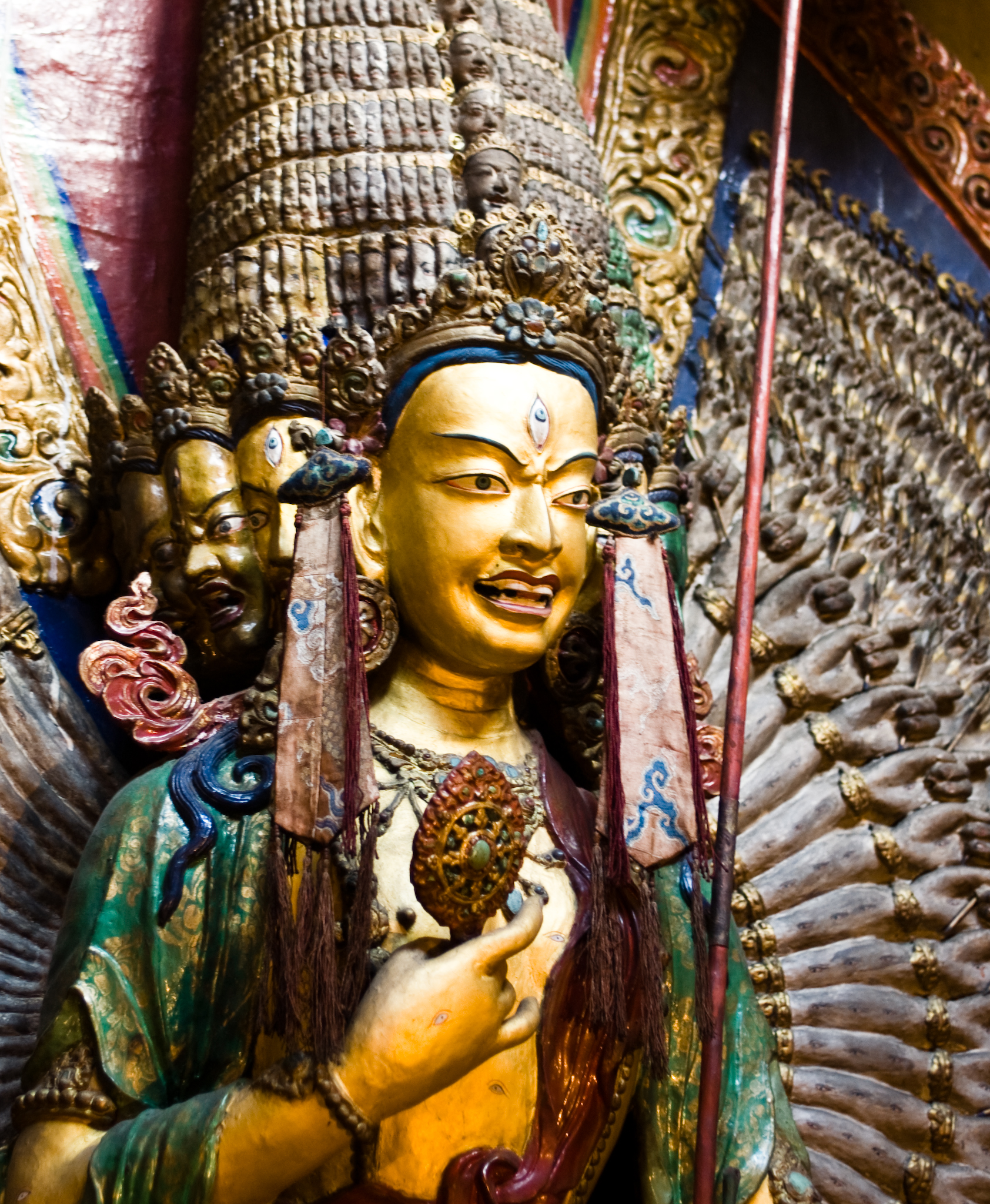
Figura 1000-ramiennej Sitatapatry w Leh, Ladakh.

Sitatapatra, Sitatapatra Aparadźita (tyb. Dukar) – w mahajanie, a zwłaszcza w buddyzmie tybetańskim manifestacja  bodhisattwy Awalokiteśwary.

## Ikonografia
Głównym atrybutem jest biała parasolka. Bóstwo przedstawiane jest często z jedenastoma głowami, stąd druga nazwa: Ekadaśamukha.
Biała Parasolka jest strażnikiem, swą moc koncentruje szczególnie na ochronie przed wrogami i wypadkami. Dukar, Biała Parasolka, jest wyjątkowo blisko związana z Buddą, nazywana jest jego córką serca. Jej mantra nie została nigdy wypowiedziana. Pojawiła się po prostu w tym samym momencie, kiedy Dukar wyłoniła się z węzła na czubku głowy Buddy.
Biała Parasolka ma tysiąc rąk, tysiąc głów i tysiąc nóg. Prawymi rękoma łagodnie panuje nad wewnętrznymi przeszkodami. Trzyma w nich podwójne dordże, sztandary zwycięstwa, sztandary rozwoju, pomoce naukowe. W lewych rękach trzyma różne rodzaje broni, którymi kontroluje świat w gniewny sposób: łuki, strzały, dzidy, miecze, noże itd. W dwóch wewnętrznych rękach z kolei trzyma koło Dharmy i białą parasolkę, od której pochodzi jej imię. Tysiącem małych stóp depcze to, co negatywne i szkodliwe. Widzi i wie wszystko, panuje nad kierunkami tysiącem głów, skierowanych po dwieście w każdą stronę. Wznoszą się one piramidalnie do góry, promieniując kolorami pięciu mądrości, czerwonym, żółtym, białym i zielony, na samym szczycie, jakby wchodząc w przestrzeń, znajdują się białe. Dziesięć dolnych zębów to strażnicy żeńscy, a dziesięć górnych to męscy. Swym okiem mądrości Biała Parasolka postrzega ostateczną naturę zjawisk. Wszystko jest w niej zawarte.